# Síntesis directa
La síntesis directa consiste en la síntesis de un compuesto organometálico de forma directa a partir de su metal y un halogenuro orgánico.
Frankland produjo el primer aquilo metálico en 1849, el  dietilzinc, por la acción del zinc metálico sobre el yoduro de etilo, seguido por desproporción térmica del yoduro generando el dietilzinc resultante:
{\displaystyle \mathrm {Zn\ +\ C_{2}H_{5}I\ {\xrightarrow {(345\ K)}}\ C_{2}H_{5}ZnI} }
{\displaystyle \mathrm {2\ C_{2}H_{5}ZnI\ {\xrightarrow {(495\ K)}}\ (C_{2}H_{5})_{2}Zn\ +\ ZnI_{2}} }
Desde entonces, la mayoría de los químicos han preferido preparar derivados organometálicos directamente del metal correspondiente, siempre que es posible. En aquellos casos en los que el metal no es lo suficientemente reactivo, se recurre a un primer reactivo tal como un halogenuro organometálico de magnesio (un organomagnesiano) o un alquil-litio (organolitiado), que a su vez se prepara a partir del metal correspondiente por síntesis directa:
{\displaystyle \mathrm {2\ Li\ +\ C_{4}H_{9}Br\ {\xrightarrow {\ }}(C_{4}H_{9})Li\ +\ LiBr} }
{\displaystyle \mathrm {Mg\ +\ C_{6}H_{5}Br\ {\xrightarrow {(345\ K)}}\ C_{6}H_{5}MgBr} }
La alta entalpía de formación de la sal MXn hace que esta reacción sea generalmente exotérmica. Esto, sin embargo, no es cierto para los elementos más pesados (M=Tl, Pb, Bi, Hg…), debido a que forman enlaces M-C débiles. Para estos compuestos hará falta un aporte energético extra para forzar la reacción por síntesis directa.

## Síntesis directa con metales alcalinos
De los metales alcalinos, el litio es con mucho, el más versátil y el más popular en la formación y aplicación de sus compuestos organometálicos. Como señala Coates, la combinación singular de su alta reactividad, su fácil preparación y solubilidad en diversos disolventes de hidrocarburos hace a estos alquilos y arilos de litio muy interesantes en la síntesis química. Los compuestos se preparan a partir de dispersiones o gránulos de litio en pentano o benceno, por lo general a temperatura de reflujo (pero no siempre). Nótese, por ejemplo, la preparación de fenil-litio en éter en atmósfera de argón a temperatura sorprendentemente baja, lo que indica una reactividad del litio muy elevada con solo 5 horas de reacción:
{\displaystyle \mathrm {2\ Li\ +\ C_{6}H_{5}Cl\ {\xrightarrow {(eter,\ 253\ K)}}\ (C_{6}H_{5})Li\ +\ LiCl} }
Sin embargo, la mayoría de las reacciones de síntesis directa de organolitiados suele llevarse a cabo a temperatura ambiente:
{\displaystyle \mathrm {2\ Li\ +\ C_{2}H_{5}Br\ {\xrightarrow {(n-pentano,\ 298\ K)}}\ (C_{2}H_{5})Li\ +\ LiBr} }

## Síntesis directa con metales alcalinotérreos
En lo alto del Grupo II, el berilio requiere una temperatura notablemente superior para la reacción, incluso con yoduro de metilo:
{\displaystyle \mathrm {Be\ +\ CH_{3}I\ {\xrightarrow {(373\ K)}}\ CH_{3}BeI} }
Calcio, estroncio, y bario reaccionan con yoduro de metilo a una temperatura cercana a la ambiente para formar el alquilo normal (CH3)2Ca, etc, por desproporción simultánea:
{\displaystyle \mathrm {2\ M\ +\ 2\ CH_{3}I\ {\xrightarrow {(piridina,\ 313\ K)}}\ (CH_{3})_{2}M\ +\ MI_{2}} }
M puede ser calcio, estroncio o bario. 

### Reactivos de Grignard
La reacción de magnesio con halogenuros de alquilo y arilo en éter para producir los reactivos de Grignard es muy bien conocida. Cabe señalar que el magnesio seco requiere una temperatura de 100 °C o más para reaccionar, a menos que un se ponga en disolución con éter seco, ya que este lo solvata formando aductos, disminuyendo así su energía en el estado de transición para el proceso, y estabilizando el producto final.

## Síntesis directa con metales del grupo III
El boro es difícil de obtener en forma cristalina pura, y debido a su extraña estructura estrechamente vinculada a un icosaedro, es singularmente no reactivo. El boro amorfo en polvo (preparado por la reducción de B2O3) es mucho más reactivo al oxígeno que el material cristalino puro, y sin embargo, ha frustrado todos los intentos de lograr una síntesis directa de compuestos de organoboro. 
El aluminio reacciona con el yoduro de metilo sin un disolvente, entre 90 y 120 °C si la reacción se inicia con un poco de trimetil-aluminio o algo de yoduro o cloruro de aluminio:
{\displaystyle \mathrm {Al\ +\ CH_{3}Cl\ {\xrightarrow {(yoduro\ de\ metilo,\ 363-393\ K)}}\ CH_{3}AlCl_{2}\ +\ (CH_{3})_{2}AlCl} }
{\displaystyle \mathrm {CH_{3}AlCl_{2}\ +\ (CH_{3})_{2}AlCl\ {\xrightarrow {(sodio,\ reduccion)}}\ (CH_{3})_{3}Al} }

## Síntesis directa con metales del grupo IV
En el Grupo IVB, las reacciones más importantes son las del silicio elemental con una gran cantidad de halogenuros de hidrocarburos (más algunos alcoholes y éteres). Vamos a considerar sólo las reacciones de los haluros de metilo con silicio, y en especial las reacciones de cloruro de metilo, debido a que el objetivo es comparar las condiciones de reacción con las de las reacciones comparables de Ge, Sn, As, Sb, Bi, Li, Al, Mg, etc. Para ello, podemos escribir:
{\displaystyle \mathrm {2\ CH_{3}Cl\ +\ Si\ {\xrightarrow {(cobre,\ 558-573\ K)}}\ (CH_{3})_{2}SiCl_{2}} }
{\displaystyle \mathrm {2\ CH_{3}Br\ +\ Si\ {\xrightarrow {(cobre,\ 598\ K)}}\ (CH_{3})_{2}SiBr_{2}} }
{\displaystyle \mathrm {2\ C_{2}H_{5}Cl\ +\ Si\ {\xrightarrow {(cobre,\ 573-623\ K)}}\ (C_{2}H_{5})_{2}SiCl_{2}} }
{\displaystyle \mathrm {2\ C_{6}H_{5}Cl\ +\ Si\ {\xrightarrow {(plata,\ 673-703\ K)}}\ (C_{6}H_{5})_{2}SiCl_{2}} }
A estas reacciones a escala industrial se les conoce como proceso de Rochow, o proceso de Müller-Rochow y es la tecnología más común para la preparación de compuestos orgánicos de silicio a escala industrial.
La función del catalizador de cobre o de plata han sido objeto de una gran controversia en la que no vamos a entrar aquí, pero todos están de acuerdo en que sin el catalizador se requiere una temperatura de reacción mucho mayor para conseguir cualquier resultado similar, y en que no hay condiciones para una síntesis directa satisfactoria (con un buen rendimiento) con el silicio sin el catalizador metálico. Es interesante que los mismos catalizadores no son capaces de facilitar una síntesis directa y comparable para el boro, pero son decididamente beneficioso en las reacciones del Ge, Sn, As y Sb con cloruro de metilo. Por lo tanto podemos escribir:
{\displaystyle \mathrm {2\ CH_{3}Cl\ +\ Ge\ {\xrightarrow {(cobre,\ 593\ K)}}\ (CH_{3})_{2}GeCl_{2}} }
{\displaystyle \mathrm {2\ CH_{3}Cl\ +\ Sn\ {\xrightarrow {(cobre,\ 588\ K)}}\ (CH_{3})_{2}SnCl_{2}} }
Por otro lado, el procedimiento establecido para la fabricación de tetraetilo de plomo hace uso de una aleación de sodio-plomo para reaccionar con cloruro de etilo sin  cobre. El uso de la aleación es necesario debido a lo explicado anteriormente de que el enlace M-C de los metales pesados no es tan fuerte como con el resto de metales:
{\displaystyle \mathrm {4\ NaPb\ +\ 4\ C_{2}H_{5}Cl\ {\xrightarrow {(piridina,\ 333\ K)}}\ (C_{2}H_{5})_{4}Pb\ +\ 3\ Pb\ +\ 4\ NaCl} }

## Síntesis directa con metales del grupo V
En cuanto al Grupo V, el fósforo rojo reacciona con cloruro de metilo, con la ayuda de polvo de cobre como catalizador a la misma temperatura que el arsénico y el antimonio:
{\displaystyle \mathrm {Fosforo\ rojo\ +\ CH_{3}Cl\ {\xrightarrow {(cobre,\ 623\ K)}}\ CH_{3}PCl_{2}\ +\ (CH_{3})_{2}PCl} }
{\displaystyle \mathrm {As\ +\ CH_{3}Cl\ {\xrightarrow {(cobre,\ 623\ K)}}\ CH_{3}AsCl_{2}\ +\ (CH_{3})_{2}AsCl} }
{\displaystyle \mathrm {As\ +\ CH_{3}Br\ {\xrightarrow {(cobre,523-553\ K)}}\ CH_{3}AsBr_{2}\ +\ (CH_{3})_{2}AsBr} }
{\displaystyle \mathrm {Sb\ +\ CH_{3}Cl\ {\xrightarrow {(cobre,\ 645\ K)}}\ CH_{3}SbCl_{2}\ +\ (CH_{3})_{2}SbCl} }
{\displaystyle \mathrm {Sb\ +\ CH_{3}Br\ {\xrightarrow {(cobre,\ 623\ K)}}\ CH_{3}SbBr_{2}\ +\ (CH_{3})_{2}SbBr} }
{\displaystyle \mathrm {Bi\ +\ CH_{3}Br\ {\xrightarrow {(cobre,\ 523\ K)}}\ CH_{3}BiBr_{2}} }